# Pedro Arico Suárez
Pedro Bonifacio Suárez Pérez, také známý jako Pedro Arico Suárez, Arico Suárez nebo Pedro Suárez (5. června 1908 – 18. dubna 1979) byl španělsko-argentinský fotbalový záložník, který hrál za klub Boca Juniors, kde vyhrál pět ligových šampionátů, a za argentinský národní tým, za který hrál na inauguračním Mistrovství světa ve fotbale v roce 1930. Šlo o jediného rodáka z Kanárských ostrovů, který hrál na Mistrovství světa ve fotbale až do roku 2002, kdy na MS startoval Juan Carlos Valerón.

## Hráčská kariéra

### Klubová kariéra
Suárez se narodil v Santa Brígidě (Gran Canaria), ale v mladém věku emigroval se svými rodiči do Argentiny. Svou hráčskou kariéru začal v roce 1926 v týmu Ferro Carril Oeste, kde hrál až do svého přestupu do Boca Juniors v roce 1930.
Během své první sezóny v Boce byl Suárez součástí týmu, který vyhrál ligový šampionát. Během následujícího desetiletí vyhrál další čtyři ligové tituly, a to v letech 1931, 1934, 1935 a 1940. Vyhrál také Copa Ibarguren (v roce 1940). Arico odehrál ve všech soutěžích celkem 335 zápasů a vstřelil jeden gól, který vsítil při remíze 2:2 s Platense 6. srpna 1933.

### Reprezentační kariéra
Suárez debutoval v reprezentaci během Mistrovství světa ve fotbale 1930, v letech 1930 až 1940 odehrál celkem 12 zápasů za argentinský národní tým a vstřelil jednu branku.

## Úspěchy

### Boca Juniors
- Primera División (5): 1930, 1931, 1934, 1935, 1940
- Copa Ibarguren (1): 1940